# … denn die Musik und die Liebe in Tirol
… denn die Musik und die Liebe in Tirol ist ein deutscher Schlagerfilm von Werner Jacobs aus dem Jahr 1963.

## Handlung
Susanne Berger ist eine begabte Trompetenspielerin und tritt abends regelmäßig mit ihrem Freund Walter Pfeil im Duett im Jazzkeller Heißes Pflaster auf. Gerne würde Musikfernsehredakteur Herbert Petunius sie „entdecken“, darf seiner Chefin jedoch nur männliche Künstler zuarbeiten. In der Bar erscheint Susannes Cousine Monika, die in einem kleinen bayrischen Dorf wohnt und sich zum ersten Mal in die Großstadt getraut hat: Sie eröffnet Susanne, dass beide eine Alm geerbt haben.
Am nächsten Tag fahren Susanne, Monika, Walter und die gemeinsame Freundin Heidi zur Alm, um sich alles vor Ort einmal anzusehen. Was sie nicht wissen ist, dass die Almhütte seit ihrem Leerstand von einer Schmugglerbande als Lager genutzt wird. Die Schmuggler hatten kurz zuvor die fahrenden Musikanten Peter und Paul gefangen genommen, die sich in die Hütte verirrt hatten und sogleich an den Verzehr der kistenweise vorhandenen Nahrungsmittel gegangen waren. Notgedrungen müssen sich Peter und Paul der Bande anschließen, da sie ansonsten um ihr Leben fürchten müssten. Zur Bande stößt zudem der vorgebliche Schmuggler Fred, der jedoch in Wirklichkeit Jurist ist und die Bande endlich dingfest machen will.
Susanne und ihre Freunde ahnen jedoch von der Bande nichts, die sich im Keller der Hütte verborgen hält. Die neuen Besitzer wollen am nächsten Morgen wiederkommen, um aufzuräumen. Sie wollen aus der Hütte eine Tanzbar machen. In der Nacht versucht die Bande, die Schmugglerware aus dem Keller zu bringen, scheitert jedoch, weil der benötigte Laster von der Polizei abgefangen wird. Sie müssen nun anders an die Sache herangehen: Am nächsten Morgen finden Susanne und ihre Mitstreiter Peter, Paul und Fred schlafend in der Hütte vor. Alle drei geben vor, fahrende Musikanten zu sein. Sie dürfen nun bei der Renovierung der Hütte mithelfen und passen auf, dass das Lager nicht entdeckt wird.
Am Abend findet die erste Tanzveranstaltung statt und auch Schmuggler Krummblick, der allein im Keller ausharrt, um per Funk vom Boss über die weiteren Entwicklungen informiert zu werden, kommt nun als verirrter Bergsteiger verkleidet nach oben. Walter jedoch wird misstrauisch, weil Fred, Peter und Paul Krummblick zu kennen scheinen und der wiederum nicht sagen kann, welchen Berg er zuletzt bestiegen hat. Walter warnt Susanne, die jedoch schon früher mit seiner Eifersucht zu kämpfen hatte und nun glaubt, er wolle nur die Männer aus dem Haus haben. In der Nacht legt sich Walter außerhalb der Hütte auf die Lauer und sieht bald, wie die Schmuggler zum Haus kommen und aus dem Keller die Ware holen. Er alarmiert die Polizei, die nicht nur die Schmuggler, sondern auch die jungen Frauen festnimmt. Monika kann fliehen und kehrt kurze Zeit später zu Walter zurück, der am nächsten Tag zunächst vergeblich versucht, seine Freunde aus dem Gefängnis zu holen.
Auch Fred ist entkommen und wird in der Zeitung steckbrieflich gesucht. Er kontaktiert den Leiter der Schmugglerbande Oskar und berichtet ihm, dass eine Razzia im Hauptlager geplant sei. Oskar fährt zu seinem Chef – es ist Rehlein, die Leiterin des Heißen Pflaster. Die Polizei trifft an der Bar ein, doch können Oskar und Rehlein fliehen. Erst an der Grenze werden sie als fahrende Musikanten von Fred geschnappt, der inzwischen seine Tarnung aufgegeben hat.
Susanne und ihre Freunde sind unterdessen aus dem Gefängnis entlassen worden und auch Peter und Paul haben sich als unschuldig erwiesen. Auf der Almhütte feiern alle eine große Party, zu der auch Herbert Petunius gekommen ist. Er darf inzwischen auch Frauen entdecken, sodass Peter und Paul auf eine Teiltravestie zurückgreifen müssen, um engagiert zu werden. Am Ende finden sich die Paare: Monika und Walter werden ein Paar, Susanne und Fred finden zusammen und auch Herbert findet in Heidi eine neue Partnerin.

## Produktion
… denn die Musik und die Liebe in Tirol erlebte am 20. Dezember 1963 im Bavaria in Würzburg seine Premiere. Im Film sind zahlreiche Schlager zu hören:
- Gus Backus: Caroline
- Gus Backus: Wenn doch jede Woche mal der Erste wär’
- Trude Herr: Ich bin eine Frau von Format
- Hannelore Auer: Almdudl-Twist
- Vivi Bach: King Hully Gully
- Vivi Bach, Hannelore Auer, Claus Biederstaedt u. a.: Denn die Musik und die Liebe in Tirol
- Peppino di Capri: Signorina mit dem blonden Haar
- Billy Mo: Ohne Geld gibt’s keine Musik
- Teddy Parker: Holiday Twist
- Elke Sommer: Hully Gully Italiona
- Gitta Walther: Immer redest Du nur vom Mondenschein
- Tommy Frank: Lady wunderbar
- Chris Barber’s Jazz Band: Nobody’s Sweetheart (instrumental)
- Chris Barber’s Jazz Band: O sole mio (instrumental)

## Kritik
„Die anspruchslose Handlung fungiert als Gerippe für zahlreiche Schlager- und Musiknummern“, stellte der film-dienst fest.